# Poecilochorema crinitum
Poecilochorema crinitum là một loài Trichoptera trong họ Hydrobiosidae. Chúng phân bố ở miền Australasia.